# 에른스트 폰 벨링
에른스트 폰 벨링(Ernst von Beling, 1866년 6월 19일 ~ 1932년 5월 18일)은 독일의 형법학자이다.

## 생애
벨링은 1866년 당시 독일령이었던 글로가우에서 태어났다. 그의 아버지는 법관이었고 어머니는 변호사 업무에 종사하는 괴를리처(Görlitzer)가의 사람이었다. 1885년부터 라이프찌히에서 법률공부를 시작했다. 형법에 대한 그의 흥미를 일깨워 준 것은 칼 빈딩(Karl Binding)이었다. 1886년 브레슬라우 대학으로 옯겨, 그곳에서 3학기 후 교수시험에 합격하고 1890년에 졸업하였다. 1893년에는 베를린에서 국가사법시험에 합격하였다. 벨링은 수습교수과정과 연수원과정을 마치고, 1893년부터 외부강사로서 브레슬라우 대학에 출강하였다. 1897년에는 그곳에서 형법학 교수로 취임하고 형법, 형사소송법, 국제법, 국제사법과 국제형법을 강의하였다.
1900년에는 기센에서 5학기 동안 교수로 재직하였다. 그의 저작 《범죄학 이론(Die Lehre vom Verbrechen)》및 다른 저작에서 유래한 1903년 1월의 튀빙겐에서의 유명한 취임 강연인 《형사소송에서의 진실 조사상 증거배제의 한계(Die Beweisverbote als Grenze der Wahrheitsforschung im Strafprozess)》와 《구성요건론(Tatbestandes)》의 이론은 형법학의 기초개념이 되었다.
1902년 가을 그는 튀빙겐 대학에 초빙되었고, 1912~13년에는 튀빙겐 대학의 총장으로 재직했다. 1913년 여름 학기, 그는 뮌헨 대학으로 옮겨 그가 사망하는 1932년까지 강단에 섰다.

## 저서
- 《모욕과 신체침해에 대한 보상과 배상의 역사적 발전(Die geschichtliche Entwicklung der Retorsion und Kompensation von Beleidigungen und Körperverletzungen)》, Breslau, 1894
- 《범죄학 이론 (Die Lehre vom Verbrechen)》, Tübingen, 1906
- 《형법에 있어서 응보개념과 그 의미 (Die VergeltungsVergeltungsidee und ihre Bedeutung für das Strafrecht)》, Leipzig, 1908
- 《구성요건 이론(Die Lehre vom Tatbestand)》, (Reinhard von Frank zum 70. Geburtstag dargebracht)Tübingen, J. C. B. Mohr, 1930
- 《형법학의 기본적 특질 (Grundzüge des Strafrechts: Mit e. Anleitg zur Bearb. von Strafrechtsfällen)》, 11. Aufl., Tübingen: J. C. B. Mohr, 1930